# Clarence Darrow
Clarence Seward Darrow (Kinsman, Ohio, 18 de abril de 1857 - Chicago, Illinois, 13 de marzo de 1938) fue un abogado estadounidense, directivo de la Unión Estadounidense por las Libertades Civiles y georgista.

## De las corporaciones a los trabajadores
Darrow comenzó su carrera en Youngstown (Ohio). Luego se estableció en Chicago, donde pronto llegó a ser abogado de la North Western Railroad. Renunció a su bien remunerado cargo para defender exitosamente a Eugene V. Debs, el líder del sindicato ferroviario American Railway Union en la huelga de los obreros de Pullman de 1894. La victoria de los trabajadores en este caso hizo famoso a Darrow, ya que no solo demostró la inocencia de Debs sino que puso en evidencia las maniobras ilegales de los empresarios y gerentes para tratar de incriminar a los huelguistas.
También en 1894 comenzó Darrow su lucha contra la pena de muerte al defender a Patrick Eugene Prendergast, quien confesó haber asesinado al alcalde Carter Harrison. Aunque Prendergast fue ejecutado, nunca más permitió Darrow que uno de sus clientes sufriera ese destino.
Darrow defendió luego a Bill Haywood, dirigente del sindicato radical Industrial Workers of the World IWW y de la Federación de Mineros, a quien acusaban de complicidad en el asesinato del exgobernador de Idaho Frank Steunenberg en 1905.
La preferencia del movimiento obrero por Darrow terminó tras la defensa de los hermanos MacNamara, acusados de hacer explotar una bomba en el edificio del diario Los Angeles Times que causó la muerte de 20 personas. Al comprobarse la participación de los acusados en los hechos, estos y Darrow llegaron a un acuerdo con el Fiscal, que a cambio del reconocimiento de la culpabilidad que correspondía a cada uno, no solicitó la pena de muerte, sino 50 años de cárcel para quien colocó el artefacto explosivo. Los trabajadores pensaron que nunca Darrow ha debido reconocer la responsabilidad de los activistas acusados. Para completar Darrow fue acusado de sobornar a un jurado, al que uno de sus allegados estaba dando dinero. Darrow terminó juzgado, pero fue declarado inocente al demostrar que se le trataba de condenar por su lucha en defensa de los derechos de los trabajadores y los pobres.

## De laboralista a penalista
A partir de allí Darrow se dedicó al derecho penal y a combatir contra la pena de muerte que consideraba opuesta al humanismo y completamente inútil para combatir el crimen. El caso más importante que asumió fue el de Leopold-Loeb autores en 1924 del secuestro y asesinato de un adolescente. Darrow demostró las perturbaciones mentales de estos asesinos y especialmente dejó claro que ejecutarlos era practicar la misma violencia que ellos practicaban. Fueron condenados a cadena perpetua. Logró que no fueran condenados a muerte cerca de 100 acusados de asesinato que defendió, y su carrera se convirtió en una condena de la pena capital.[cita requerida]

## El juicio de Scopes
En 1925, Darrow defendió a John Thomas Scopes en el todavía famoso Juicio del Mono. El maestro Scopes fue juzgado por enseñar la teoría de la evolución de las especies en una escuela estatal en Tennessee. El cargo era «enseñar una teoría que niega la historia de la Creación Divina del hombre tal y como la expone la Biblia, y enseña en cambio que el hombre desciende de un bajo orden de los animales».
El acusador y testigo principal fue el fundamentalista William Jennings Bryan. Cuando Darrow lo interrogó, Bryan tuvo que aceptar que no se podía interpretar el relato bíblico de la creación en seis días como si se tratara de días de 24 horas sino como seis períodos indeterminados de tiempo. Darrow demostró ante la opinión pública el desvarío de una interpretación literal de la Biblia y la necesidad de enseñar en las escuelas las teorías científicas. Aunque el juez condenó a Scopes a pagar 100 dólares de multa, el juicio desprestigió inmensamente a Bryan y al fundamentalismo y fue un triunfo para Scopes como maestro, pues lo que enseñaba a unos pocos alumnos, pudo enseñarlo a todo el país y al mundo. Bryan murió poco después.

## Ossian Sweet
En Detroit, una multitud de blancos intentó echar a una familia negra de la vivienda recién comprada en un barrio blanco. En la lucha murió un blanco, y los once negros que estaban en la casa fueron arrestados y acusados de asesinato. Llevaron a juicio al Dr. Ossian Sweet y a tres miembros de su familia y después de un callejón sin salida inicial, Darrow dijo al jurado: «Insisto en que en este caso no hay sino prejuicios; si fuera a la inversa y once hombres blancos hubieran matado a un negro al proteger su hogar y sus vidas contra una multitud de negros, nadie habría ni siquiera soñado con procesarlos. En cambio, les habrían dado medallas...».[cita requerida]
Los Sweet fueron declarados inocentes.
A los 68 años Darrow se retiró y solo ocasionalmente atendió casos, como el juicio Massie en Hawái en 1932.

## Trabajos sobre Darrow
Darrow y sus casos más relevantes han inspirado novelas, obras de teatro y películas. Actores como Henry Fonda, Kevin Spacey e incluso Leslie Nielsen, han interpretado a este famoso abogado en el cine y el teatro.[cita requerida]
Inspiró personajes ficticios, como el protagonista de Heredarás el viento, obra de teatro de 1925 adaptada al cine en la película de 1955, protagonizada por Spencer Tracy. También, el personaje principal de la novela Compulsión, llamado Johnathan Wilk, está inspirado en Darrow, y la acción se basa en el caso Leopold-Loeb. Esta novela fue adaptada al cine por Orson Welles, quien interpretó a Wilk.
En la novela El ángel de la oscuridad, de Caleb Carr (segunda parte de El alienista), Darrow es el abogado defensor de la acusada, y desempeña un papel fundamental en esa parte de la trama.[cita requerida]
También se han escrito varias biografías auténticas.
El Clarence Darrow Memorial Bridge se encuentra en Chicago, al sur del Museo de Ciencia e Industria.[cita requerida]

## En la cultura popular
Lo menciona Lisa Simpson en el capítulo 21 de la cuarta temporada de la serie de dibujos animados Los Simpson, titulado "Marge en cadenas". Marge es defendida por el abogado Lionel Hutz. Después del juicio, donde hace su truco de la corbata contra Apu, es invitado a cenar a la casa de Los Simpson, y Lisa dice: "Es un Clarence Darrow moderno", a lo que Hutz responde: "¿Era ese pelirrojo que salía en Dos contra el crimen? Además, aparece como personaje en la obra del autor norteamericano Caleb Carr El Ángel de la oscuridad (1997), en el papel del abogado defensor de la infame (y ficticia) asesina Libby Hatch. Lo menciona en el alegato final de un juicio el abogado de ficción Andrew Morton, en la novela "LLamad a cualquier puerta" escrita en 1947 por Willard Motley. También, lo menciona el abogado Howard Hamlin, en el capítulo seis de la tercera temporada de la serie Better Call Saul.[cita requerida]. Además, es mencionado por Walter White en el primer capítulo de la quinta temporada de la serie Breaking Bad. El capítulo 19 de la segunda temporada de Ley y Orden: Acción Criminal, titulado "Rojo Cereza", se cierra con una frase atribuida a él: "La primera parte de nuestra vida nos la destrozan nuestros padres. La segunda, nuestros hijos".

## Escritos literarios
- Persian Pearl
- The Story of My Life
- Farmington
- Resist Not Evil